# Aleksej Fjodorov
Aleksej Leonidovitsj Fjodorov (Russisch: Алексей Леонидович Фёдоров) (Smolensk, 25 mei 1991) is een Russische atleet, die gespecialiseerd is in het hink-stap-springen. Hij won op dit onderdeel een bronzen medaille bij de Europese indoorkampioenschappen, waar hij in eerdere jaren kampioen was geworden op Europees jeugd- (U19) en wereldjuniorniveau.

## Loopbaan
Fjodorov won de Russische nationale titel in 2011 en vertegenwoordigde zijn land bij de wereldkampioenschappen en de Europese kampioenschappen. 

## Titels
- Russisch kampioen hink-stap-springen - 2011
- Wereldjuniorenkampioen hink-stap-springen - 2010
- Europees juniorenkampioen hink-stap-springen - 2009

## Persoonlijke records
| Onderdeel                    | Prestatie          | Datum        | Plaats   |
| ---------------------------- | ------------------ | ------------ | -------- |
| hink-stap-springen (outdoor) | 17,42 m (+1.9 m/s) | 29 mei 2015  | Adler    |
| hink-stap-springen (indoor)  | 17,12 m            | 2 maart 2013 | Göteborg |

## Palmares

### hink-stap-springen
- 2007:  WK U18 te Ostrava – 15,59 m
- 2009:  EK voor junioren te Novi Sad – 16,67 m
- 2010:  WJK – 16,68 m
- 2011:  Russische kamp. – 16,88 m
- 2011:  EK U23 te Ostrava – 16,85 m
- 2011: 9e in kwal. WK – 16,42 m
- 2012:  Russische kamp. – 16,84 m
- 2012: 4e EK – 16,83 m
- 2013:  Russische indoorkamp. – 16,92 m
- 2013:  EK indoor – 17,12 m
- 2013:  Universiade – 16,89 m
- 2014:  EK team – 16,95 m
- 2014:  EK – 17,04 m
- 2015:  EK team – 16,92 m
- 2015:  Militaire Wereldspelen – 16,56 m